# Шляхетское движение
Шляхетское движение, в литовской историографии также старолитовцы — сепаратисткое движение в Российской империи, выступавшее за восстановление Речи Посполитой, в том числе её составной части — Великого княжества Литовского. Было представлено польской и литвинской (белорусско-литовской) шляхтой.

## История
После разделов 1772, 1793 и 1795 годов Речи Посполитой — федеративного государства, в состав которого входили Королевство Польское и Великое княжество Литовское, — значительная часть бывшей державы оказалась в составе Российской империи. Шляхта — местное дворянство — к тому времени, осознавая своё литвинское или польское происхождение, считала себя представителями народа Речи Посполитой, общалась на польском языке, в значительной степени находилась в орбите польской культуры. Осознание утраты государственности, которое подпитывалось воспоминаниями о былых политических правах, а также с помощью существовавшей системы школьного образования, ориентированного на польско-литвинскую культуру (в большинстве школ преподавание велось на польском языке), через католический костёл и прочее, формировало патриотические настроения. В среде шляхты возникли протест против российского господства и стремление к борьбе за восстановление Речи Посполитой.
Период активности шляхетского движения приходится на 1794—1863 годы и включает в себя восстание Костюшко 1794 года, польское восстание 1830—1831 годов, польское восстание 1863—1864 годов.
После провала последнего выступления в белорусско-литовских землях идея восстановления Речи Посполитой в целом и Великого княжества Литовского в частности теряет свою актуальность. Литовцы и белорусы, начав осознавать себя как нации, перешли к идеям построения национальных государств (до Первой мировой войны — только как автономий в составе России). Однако политическое наследие Великого княжества Литовского заняло важное место в их идеологиях. Именно из шляхты, в основном, происходят видные деятели белорусского национального движения XIX—XX веков — такие как братья Антон и Иван Луцкевичи, В. Л. Ивановский, А. С. Пашкевич, Я. Купала и другие. В Литве в этот период возникло движение т. н. «младолитовцев» — этнических литовцев, которые выступали за построение национального государства на территории проживания своего народа. Они противопоставляли себя «старолитовцам» — сторонникам возрождения Великого княжества Литовского, которые этнически были представителями разных национальностей.
Невзирая на то, что литовцы и белорусы со второй половины XIX пошли собственными путями, идея объединить два народа в рамках одной автономии или одного государства просуществовала вплоть до середины 1920-х годов (см. Краёвцы, Великое княжество Литовско-Белорусское, Литовско-Белорусская Советская Социалистическая Республика).
В свою очередь польское национальное движение оказалось более преемственно шляхетским идеям, так как предполагало построение своего государства не на этнографических границах, а на границах Речи Посполитой до разделов.